# JD McCrary
Jaydon "JD" McCrary (Estados Unidos, 18 de julho de 2007) é um cantor, dançarino e ator norte-americano.